# Gravity Is My Enemy
Pour plus de détails, voir Fiche technique et Distribution.
Gravity Is My Enemy est un film documentaire américain réalisé par John C. Joseph et sorti en 1977.
Il a remporté l'Oscar du meilleur court métrage documentaire en 1978.

## Synopsis
Mark Hicks est un artiste californien, devenu tétraplégique en tombant d'un arbre à l'âge de 14 ans.

## Fiche technique
- Réalisation : John C. Joseph
- Production : Jan Stussy, John C. Joseph
- Photographie : John Sharaf
- Durée : 26 minutes
- Lieu de tournage : Los Angeles
- Date de sortie : octobre 1977

## Distribution
- Mark Hicks : lui-même
- Jan Stussy : lui-même[1]

## Distinctions
- 1978 : Oscar du meilleur court métrage documentaire[2].